# Prora (stacja kolejowa)
Prora – (niem. Prora Bahnhof) – stacja kolejowa w miejscowości Prora w Niemczech w landzie Meklemburgia-Pomorze Przednie, na wyspie Rugia na linii Lietzow – Binz. 
Obok stacji znajduje się parking i parking dla rowerów